# Авенија Паулиста
Авенија Паулиста (порт. Avenida Paulista) је велика и важна авенија у Сао Паулу. Налази се на граници између зона Центар-Југ.
Авенија, која је дуга 2,8 km, седиште је великог броја финансијских и културних институција, а од шездесетих година 20. века је један од главних пословних центара у граду.